# NGC 304
NGC 304 (другие обозначения — UGC 573, MCG 4-3-18, ZWG 480.23, PRC C-6, PGC 3326) — пекулярная спиральная галактика (по другим сведениям — линзообразная) с предполагаемым полярным кольцом. Находится в созвездии Андромеда.
Этот объект входит в число перечисленных в оригинальной редакции «Нового общего каталога».
Галактика исследована фотометрически и спектроскопически в работе. Масса галактики оценена в 2.8⋅1010 масс Солнца, тип — S0.